# Norm Macdonald
Norman Gene Macdonald (Quebec, 17 de octubre de 1959-Los Ángeles, California; 14 de septiembre de 2021) fue un comediante, escritor y actor canadiense. Conocido por sus cinco temporadas en Saturday Night Live, que incluyeron sirviendo como presentador de Weekend Update por tres años. Temprano en su carrera, escribió para la comedia de situación Roseanne e hizo apariciones en tales programas como The Drew Carey Show y NewsRadio. También protagonizó en The Norm Show desde 1999 hasta 2001. Comedy Central le dio el 83.° puesto en su miniserie de cinco partes, The 100 Greatest Stand-ups of All Time. Es observado como uno de los invitados favoritos y más frecuentes de David Letterman en sus programas de entrevistas.
A partir del 26 de febrero de 2011, Macdonald se convirtió en el nuevo presentador de High Stakes Poker en el Game Show Network. También presentó Sports Show with Norm Macdonald en Comedy Central, que comenzó sus emisiones el 12 de abril de 2011. Fue anunciado el 7 de junio de 2011 que Sports Show no sería renovado para una segunda temporada, lo cual según se informa fue debido a bajos índices de audiencia, aunque Sports Show continuamente promedió un millón de espectadores por episodio.

## Inicios
Macdonald nació y se crio en la Ciudad de Quebec. En la década de 1970, asistió a estudios primarios en Alexander Wolff School, en Canadian Forces Base Valcartier fuera de la Ciudad de Quebec, donde sus padres enseñaron. Macdonald ha dicho que era un estudiante en la clase de su padre, y que tenía que llamarlo "Señor Macdonald" mientras que estaba en la clase. Su padre, a menudo descrito como un hombre muy estricto, era su maestro de aula de dos años (i.e., cuando era en los grados 6 y 7). Después de terminar el séptimo grado, Macdonald asistió a Quebec High School en la ciudad de Quebec. Neil MacDonald, un periodista canadiense para CBC News, es su hermano.

## Carrera temprana
Macdonald comenzó actuar en vivo en los clubs de Ottawa. Su primera oportunidad para la fama vino en el Just for Laughs Comedy Festival en Montreal, en 1987.

## Saturday Night Live
En 1993, Macdonald unió al reparto de Saturday Night Live, un programa de televisión poseído y producido por la National Broadcasting Company (NBC). En ese programa, hizo imitaciones de una multitud de celebridades, incluyendo Bill Cosby, Bob Dole, Clint Eastwood, Lou Gehrig, Dr. Jack Kevorkian, Larry King, Charles Kuralt, Tommy Lee, David Letterman, Al Michaels, Juan Domingo Perón, Slim Pickens, Burt Reynolds, Michael Richards, Andy Rooney, Rod Serling, Barry Scheck, Quentin Tarantino, Bob Uecker, Rowan Atkinson (como su personaje Mr. Bean), y Allen Funt (como su personaje Todd Deal). También creó el personaje de Stan Hooper, un hombre cínico que explota otros, que apareció en una versión alternativa en una comedia de situación efímera emitida por Fox Broadcasting Company, titulada A Minute with Stan Hooper.
Después de la salida de Kevin Nealon del programa, Macdonald presentó el segmento Weekend Update. Chevy Chase, el primer presentador de Weekend Update, ha opinado que Macdonald fue "el mejor presentador de Weekend Update a partir de mí, Chevy Chase."
Durante la tenencia de Macdonald, Weekend Update frecuentemente incluyó referencias repetidas a violaciones en la prisión, prostituciones, y el hecho que los alemanes aman David Hasselhoff, el protagonista de Baywatch. Macdonald ocasionalmente entregaría una noticia, y luego tomaría su magnetófono compacto personal y dejaría una "nota de libre" correspondiente a lo que acabó de discutir. También comúnmente e inexplicablemente utilizó Frank Stallone como un non sequitur punch line. Macdonald repetidamente ridiculizó tales personajes públicos como Michael Jackson y O.J. Simpson. A lo largo del juicio por asesinato de Simpson, Macdonald constantemente ridiculizó el estrella antiguo de fútbol americano, frecuentemente implicando en gran medida que Simpson fue culpable por el asesinato brutal de su esposa, Nicole Brown Simpson, y su amigo, Ronald Goldman. En la emisión que siguió la absolución de Simpson, Macdonald comenzó Weekend Update al decir: "Bueno, es oficial: el asesinato es legal en el estado de California." Durante el episodio emitido el 24 de febrero de 1996, Macdonald hizo una broma controversial sobre la sentencia de John Lotter, uno de los dos hombres que comprometieron el asesinato notorio de Teena Brandon: "En Nebraska, un hombre fue condenado a muerte por matar a una travesti femenino, que lo acusó de violación, y dos de sus amigos. Perdón si esto suena duro, pero en mi opinión, todos los involucrados en esta historia merecen morir."
Tras el anuncio de que Michael Jackson y Lisa Marie Presley planearon divorciarse, Macdonald bromeó sobre sus diferencias irreconciliables en Weekend Update: "Ella es más que un tipo que se queda en casa, y él es más que un pedófilo homosexual." Siguió a esto un par de episodios más tarde con un informe sobre la reciente caída y hospitalización del cantante. Refiriéndose a un informe de que Jackson había decorado su habitación de hospital con fotografías gigantes de Shirley Temple, Macdonald comentó que los espectadores no deberían tener una idea equivocada, y agregó: "Nos gustaría recordarles que Michael Jackson es, de hecho, un homosexual pedófilo." La broma provocó exclamaciones sonoras de algunos miembros de la audiencia. Respondió a esto diciendo: "¿Qué? Es un pedófilo homosexual."
La carrera de Macdonald en Saturday Night Live fue efectivamente terminada a finales de 1997, cuando era despedido del segmento Weekend Update según la insistencia de Don Ohlmeyer, el ejecutivo de NBC en la Costa Oeste, quien presionó que los productores deberían removerlo, explicando que "no era divertido." Algunos creen que la amistad entre Ohlmeyer y O.J. Simpson (quien era antagonizado frecuentemente en el programa por Macdonald) puede haber alimentada la decisión de Ohlmeyer, pero Macdonald ha sido citado como diciendo que "encuentra que esta tesis es 'raro' y tome la explanación de Ohlmeyer a su valor nominal."
El 28 de febrero de 1998, una de sus últimas apariciones en SNL ocurrió cuando apareció como el presentador de un programa ficticio en la televisión, llamado Who's More Grizzled?, pidiendo preguntas a "mountain men" interpretados por el presentador de ese episodio, Garth Brooks, y su invitado especial, Robert Duvall. En el sketch, el personaje de Brooks dijo al personaje de Macdonald, "No me importa mucho para usted," a lo cual Macdonald respondió, "Muchas personas no lo hacen."
En una entrevista en The Late Show with David Letterman, Macdonald dijo que después de su disparo, no podía "hacer nada más en cualquier programa compitiendo."

## Trabajo posterior
En 1998, pronto después de dejar Saturday Night Live, Macdonald co-escribió y protagonizó la "comedia de venganza" Dirty Work, con Jack Warden, Don Rickles, Chevy Chase, Chris Farley, Artie Lange, y Adam Sandler. Ese mismo año, Macdonald prestó su voz al perro Lucky en Dr. Dolittle, una película protagonizada por Eddie Murphy. Repitió este papel en Dr. Dolittle 2 (2001) y Dr. Dolittle 3 (2006). Macdonald prestó su voz al personaje de La Muerte en un episodio de Padre de familia. Debido a un conflicto con su horario de comedia en vivo, Macdonald fue incapaz de doblar el personaje para su próxima aparición; desde entonces, La Muerte ha sido doblado por Adam Carolla. En 1999, Macdonald protagonizó en la comedia de situación The Norm Macdonald Show (posteriormente renombrado como simplemente Norm), con Laurie Metcalf, Artie Lange, y Ian Gomez. El programa se emitió a lo largo de tres temporadas por la American Broadcasting Company (ABC). Macdonald prestó su voz a la mascota de la cadena de restaurantes Hardee's (conocida en la Costa Oeste de los Estados Unidos como Carl's Jr.), que aparece como una estrella en los anuncios de esa cadena. Macdonald también apareció en varios comerciales para Miller Lite ese mismo año.
Tras su despido de SNL, Macdonald regresó al programa en varias ocasiones. En septiembre de 1999, apareció en el episodio especial de horario estelar que celebró el aniversario 25o del programa, uniendo a Chevy Chase y Dennis Miller como el tercer presentador de Weekend Update que ha presentado un retrospectivo en el segmento. Regreso para presentar el episodio emitido el 23 de octubre del mismo año, con un monólogo en que expresó resentimiento sobre su despido, y luego concluyó que el programa había sido en mal estado desde dejó.
En 2000, Macdonald protagonizó en su segunda película, Screwed, que tuvo un pobre desempeño en la taquilla, como fue el caso con Dirty Work.
El 12 de noviembre de 2000, apareció en la versión estadounidense del concurso televisivo ¿Quién quiere ser millonario?, jugando para Paul Newman's Charity Camp en una edición especial del programa con competición entre celebridades. Al competir en ese programa, vio su pregunta para $1 000 000, pero estaba demasiado nervioso para proporcionar el respuesta correcta (The Greenbrier), y solamente acabó ganando $500 000.
Macdonald continuó hacer apariciones en la televisión y en el cine, incluyendo en Deuce Bigalow: Male Gigolo, Deuce Bigalow: European Gigolo, y The Animal, todos protagonizando sus ex-becarios de Saturday Night Live, Rob Schneider y Adam Sandler, con el segundo sirviendo también como el productor de todos los tres.
En 2005, Macdonald firmó un acuerdo con Comedy Central para crear el piloto para una nueva comedia de sketches llamada Back to Norm, que no era convertida en un serie. La "cold open" de este piloto, que contó con la actuación de Rob Schneider, parodió el suicidio de Budd Dwyer, un político de Pensilvania que, mientras enfrentando décadas de encarcelamiento, suicidó en la televisión en 1987. Ese mismo año, Macdonald proporcionó el voz del genio Norm en dos episodios de la serie animada Los padrinos mágicos, ambos emitidos en 2005, pero no pudo aparecer en el tercer episodio con ese personaje, "Ídolo Mágico," debido a un conflicto sobre horarios. En 2006, Macdonald obtuvo otro papel como un actor de voz, esta vez prestando su voz al personaje de CGI llamado "Frank the Beaver" en un serie de comerciales estrenados en febrero de 2006 por Bell Mobility, un proveedor de servicios telefónicos en Canadá.
En septiembre de 2006, Macdonald grabó un álbum de comedia llamado Ridiculous. Estrenado por Comedy Central Records, el álbum cuenta con apariciones de unos de sus compañeros del reparto de SNL: Will Ferrell, Jon Lovitz, Tim Meadows, Molly Shannon, y Artie Lange.
En el verano de 2007, participó en el Serie Mundial de Póquer, llegando en el puesto 20.° de los 87 participantes en el acontecimiento ilimitado de Texas hold 'em (en donde ganó $14,608), y pasando a la segunda ronda del campeonato mundial del acontecimiento ilimitado de Texas hold 'em. También ha creado una serie animada titulada "The Fake News" en el sitio web Super Deluxe, y ha sustituido para Dennis Miller en su segmento del programa de entrevistas The O'Reilly Factor en el episodio que se emitió el 2 de enero de 2008.
El 19 de junio de 2008, Macdonald sirvió como un panelista en dos episodios de una reposición del concurso Match Game, que era grabado en CBS Television City en Los Ángeles, y contó con el mismo plató que era usada en las días tempranas de la versión emitida en los años 1970. En el 17 de agosto del mismo año, participó en The Comedy Central Roast of Bob Saget, donde actuó material intencionalmente cursi que contrastó extremadamente con las actuaciones obscenos de los otros actores. En comerciales para AT&T Mobility estrenados en las temporadas de Navidad de 2007 y 2008, Macdonald sirvió como el actor de voz para un niño de jengibre quien estaba queriendo un teléfono móvil prepagado de su padre, doblado por Steve Buscemi. Norm está trabajando en un programa para el red FX llamado The Norm Macdonald Reality Show, en la que interpreta a una versión ficticia de sí mismo.
Macdonald fue un invitado frecuente en una versión efímera de The Tonight Show presentado por Conan O'Brien desde junio de 2009 hasta enero de 2010. Fue uno de los primeros invitados de esa versión, y también apareció durante su semana final. Macdonald también ha aparecido como un invitado en el programa actual de O'Brien, Conan, estrenado el 8 de noviembre de 2010, así como en el Internet talk show Tom Green's House Tonight, que presentó el 20 de mayo de 2010.
En septiembre de 2010, fue anunciado que Macdonald fue desarrollando una serie nueva para Comedy Central, que comenzaría el 12 de abril de 2011 con el título Sports Show with Norm Macdonald. El programa tuvo bajos índices de audiencia, y sólo duró nueve episodios antes de su cancelación. Macdonald apareció en su propio especial de comedia en vivo, Me Doing Stand-Up, que se emitió por Comedy Central el 26 de marzo de 2011. El 23 de mayo del mismo año, Comedy Central anunció el estreno de dos versiones del especial, ambas estrenadas por Comedy Central Records el 14 de junio de 2011 — una en CD de audio, la otra en DVD.
Macdonald fue el comentarista y copresentador de la séptima temporada del programa High Stakes Poker en el Game Show Network, junto con Kara Scott.
Macdonald además tiene dos especiales de comedia stand-up distribuidos por Netflix: Norm Macdonald: Hitler's Dog, Gossip & Trickery, del 2017, y Norm Macdonald: Nothing Special, publicado en el año 2022, después de su muerte. Además, fue el anfitrión del programa de entrevistas Norm Macdonald Has a Show, el cual tuvo una temporada, publicada en el 2018, y tuvo invitados como David Letterman, Drew Barrymore y Jane Fonda.

## Política
A pesar de referirse a sí mismo como apolítico, Macdonald ha hecho referencias controvertidas a cuestiones políticamente cargadas. Al final del segmento Weekend Update en el último episodio antes de las elecciones presidenciales de Estados Unidos de 1996, Norm instó a los espectadores que deberían votar por Bob Dole (de lo cual Macdonald frecuentemente actuó una imitación cómica), aunque dando a entender que sólo lo dijo para que él pudiera seguir haciéndose pasar él.
En el 16 de noviembre de 2000, Macdonald apareció en un episodio de The View, un programa de entrevistas emitido por la ABC con presentación de Barbara Walters y otras mujeres, declarando su pensamiento que George W. Bush era "un hombre decente" y llamando a Bill Clinton un "asesino" (en relación con el caso de Vince Foster). Macdonald dijo más tarde en la revista Maxim que es totalmente apolítico, y que estaba bromeando cuando dijo que Clinton "mató a un hombre" (se explica con más detalle en The Adam Carolla Show que los comentarios fueron diseñadas sólo para enojar a Barbara Walters). Más tarde, en una entrevista telefónica, aclaró su opinión sobre George W. Bush y la guerra de Irak así: "Me gustaría que hubiera otro presidente, un presidente diferente participando en la guerra, ya que estamos en la guerra porque no creo que Bush hizo un muy buen trabajo con él. La guerra en sí, ya sabes, si funciona, valió la pena. Pero yo no sé si va a funcionar, así que no conozco."
En 2003 hizo una segunda aparición en The View, públicamente renunciando a su ciudadanía canadiense como una broma sobre la decisión de su país de origen para no participar en la guerra de Irak, declaró su creencia de que Ronald Reagan fue el presidente más grande alguna vez y dijo que convertiría en un ciudadano naturalizado de los Estados Unidos. Más tarde afirmó que era una broma acerca de renunciar a su ciudadanía canadiense, afirmando en una entrevista telefónica que "no soy un ciudadano americano. Soy un ciudadano canadiense. Acabo de mantener renovaciones a mi tarjeta de residencia... no quiero ser americana." Más pulió su postura apolítica en relación a los Estados Unidos y Canadá, diciendo que no era elegible para votar en las elecciones de Estados Unidos y nunca había votado en las elecciones de Canadá también: "Me di cuenta, ya que nunca lo hice cuando estaba en Canadá... yo nunca votó porque no quiero cometer un error. Estoy tan desinformado que no quiero eso en mis manos, ¿sabes?"
En el episodio de The O'Reilly Factor emitido el 2 de enero de 2008, Macdonald dijo que es "muy pro-vida, sino en contra de la pena de muerte." Su amigo Artie Lange pronto después confirmaría que estas opiniones fueron sinceras en The Howard Stern Show.

## Opiniones en la comedia
Hablando sobre la industria de comedia en Canadá, Macdonald reflejó que le hubiera gustado haber tenido más oportunidades para quedarse en ese país a principios de su carrera, declarando:

Ahora sé que hay más de una industria allí. Estaba feliz que Brent Butt obtuvo su propio programa, porque es un chico muy divertido, pero no existió esa oportunidad cuando estaba allí. Recuerdo que Mike McDonald había una serie de breve duración, pero eso fue todo. De lo contrario, no había nada que hacer. Pero fue genial, con monólogos de comedia. Fue muy, muy mejor con monólogos de comedia que en Estados Unidos. Creo que la comedia en vivo son generalmente mucho mejor en Canadá, porque cuando estaba en Canadá, nosotros no tuvimos ambición para las películas ni la televisión, porque no tuvieron las películas ni la televisión. Así que fue todo en vivo y que acaba de asumir que estaríamos comediantes en vivo para toda nuestra vida y esa fue lo que era muy divertido. Luego, cuando llegué a Estados Unidos, me di cuenta que en ese país, no toman en serio sus monólogos de comedia, porque están tratando de conducir otra producción que monólogos de comedia y utilizando monólogos de comedia como un trampolín a otra cosa al lo cual generalmente no están tan bien.

Al reflexionar sobre el estado de la comedia moderna, Macdonald se lamenta de la llegada de los actores en la comedia dramática y comediantes en la actuación dramática:

¿Qué persona joven y guapo es gracioso? Recuerdo que en Saturday Night Live, presentadores vendrían con apariciones guapos. Serían actores dramáticos en general. Y el publicista siempre diría, 'Esto es una gran oportunidad para este tipo, porque en realidad es un tipo divertido y la gente no lo sabe. Es divertido,' y luego que acababa de estropearse, ¿sabes? ...Siempre me gustó Steve Martin cuando estaba loco, porque los actores dramáticos saber cómo ser amable. Para mí, si tienes un tipo que es increíblemente gracioso, como Steve Martin o Jim Carrey, no sé por qué querrían ser actores dramáticos cuando no tienen ninguna posibilidad. Son completamente superados por los actores realmente dramáticas. ¿Cuántos comediantes divertidas existen? Hay una millón de grandes actores dramáticos. No sé por qué querrían cambiar. Supongo que quieren conseguir el respeto, pero no sé.

## Enfermedad y fallecimiento
Macdonald murió el 14 de septiembre de 2021, nueve años después de que le diagnosticaran leucemia. Su cáncer no se había hecho público antes de su muerte.

## Filmografía
| Año       | Título                                                | Papel                                     |
| --------- | ----------------------------------------------------- | ----------------------------------------- |
| 1993      | The Jackie Thomas Show (serie de televisión)          | Jordan                                    |
| 1993–1998 | Saturday Night Live (serie de televisión)             | Varios papeles                            |
| 1995      | Billy Madison                                         | Frank                                     |
| 1996      | The People vs. Larry Flynt                            | Reportero                                 |
| 1996      | The Drew Carey Show (serie de televisión)             | Simon Tate                                |
| 1997      | NewsRadio (serie de televisión)                       | Roger                                     |
| 1998      | Dirty Work                                            | Mitch Weaver                              |
| 1998      | Dr. Dolittle                                          | Lucky (voz)                               |
| 1999      | Deuce Bigalow: Male Gigolo                            | Barman                                    |
| 1999      | Man on the Moon                                       | Michael Richards in Fridays               |
| 1999      | The Norm Show (serie de televisión)                   | Norm Henderson                            |
| 2000      | Family Guy (serie de televisión)                      | Death (voz) - episodio "Death Is a Bitch" |
| 2000      | Screwed                                               | Willard Fillmore                          |
| 2001      | The Animal                                            | Miembro de la mafia                       |
| 2001      | Dr. Dolittle 2                                        | Lucky (voz; sin acreditar)                |
| 2003      | A Minute with Stan Hooper (serie de televisión)       | Stan Hooper                               |
| 2004      | Oliver Beene (serie de televisión)                    | Hobo Bob                                  |
| 2005      | Back to Norm (serie de televisión)                    | Varios papeles                            |
| 2005      | Deuce Bigalow: European Gigolo                        | Earl McManus                              |
| 2005      | Los padrinos mágicos (serie de televisión)            | Norm el genio                             |
| 2006      | Farce of the Penguins                                 | Join Twosomes Penguin (voz)               |
| 2006      | Dr. Dolittle 3                                        | Lucky (voz; sin acreditar)                |
| 2007      | Senior Skip Day                                       | Mr. Rigetti                               |
| 2007      | My Name Is Earl (serie de televisión)                 | Little Chubby                             |
| 2008      | The Comedy Central Roast of Bob Saget                 | Sí mismo                                  |
| 2008      | Dr. Dolittle: Cola a el Jefe                          | Lucky (voz; sin acreditar)                |
| 2009      | Funny People                                          | Camafeo                                   |
| 2009      | My Name Is Earl (serie de televisión)                 | Little Chubby                             |
| 2009      | The Norm Macdonald Reality Show (serie de televisión) | Sí mismo                                  |
| 2010      | Grown Ups                                             | Geezer                                    |
| 2011      | High Stakes Poker (serie de televisión)               | Presentador                               |
| 2011      | Sports Show with Norm Macdonald (serie de televisión) | Presentador                               |